# Capitolio de La Habana
El Capitolio Nacional de La Habana es un edificio construido entre 1926 y 1929 en La Habana (Cuba) bajo la dirección del arquitecto Eugenio Raynieri Piedra, por encargo del entonces presidente cubano Gerardo Machado. El edificio estaría destinado a albergar y ser sede de las dos cámaras del Congreso o cuerpo legislativo de la República de Cuba. Inspirado en el Panteón de París, San Pablo de Londres y en el Capitolio de los Estados Unidos, el edificio presenta una fachada acolumnada neoclásica y una cúpula que alcanza los 91,73 m de altura.
Situado en el centro de la capital del país, entre las calles Prado, Dragones, Industria y San José, es el origen kilométrico de la red de carreteras cubanas, y después del triunfo de la Revolución, cuando fue disuelto el Congreso, fue transformado en la sede del Ministerio de Ciencia, Tecnología y Medio Ambiente y de la Academia de Ciencias de Cuba. En el año 2010 se sometió a un proceso de restauración capital para devolverle su estructura y ambiente original así como sus funciones primigenias. Desde 2015 ha vuelto a ser la sede del parlamento cubano. 
Abierto al público, es uno de los centros turísticos más visitados de la ciudad, habiéndose convertido en uno de los iconos arquitectónicos de La Habana, y es considerado habitualmente el edificio más imponente de la ciudad. Asimismo, aparece nombrado por algunos expertos como uno de los seis palacios de mayor relevancia a nivel mundial.

## Antecedentes generales

### Zona

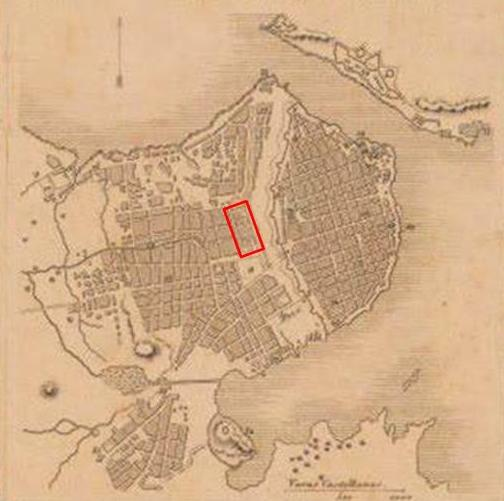
Plano de La Habana de 1850. En rojo aparecen enmarcados los terrenos que ocupa en la actualidad el Capitolio, entonces pertenecientes a la estación ferroviaria de Villanueva. Se puede apreciar en su frente E la muralla derribada en 1863.

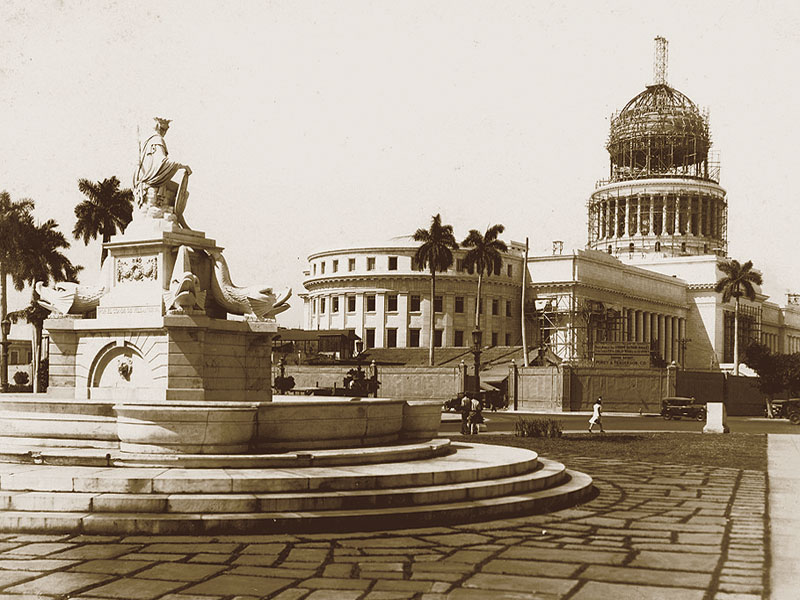
Imagen de la construcción de la cúpula superior, tomada c. 1928. En primer término, la Fuente de la India o de La Noble Habana, construida en 1837.

El origen de esta zona de la ciudad se remonta a finales del siglo XVIII, estando estrechamente vinculado a la construcción de la nueva Alameda de Extramuros, propiciada por los nuevos espacios obtenidos de la demolición de las murallas a partir de 1863.
Se trataba de un espacio abierto, con una rotonda arbolada en cuyo centro se encontraba colocada la estatua de Isabel II, que constituyó el antecedente del actual Parque Central de La Habana. En su entorno se organizaron áreas verdes y parques y, fueron emplazados establecimientos de servicios, hoteles y teatros que hicieron de la zona (engarce entre la antigua ciudad intramuros y el desarrollo que se efectuó en el exterior), el centro recreativo más importante de la Capital.
El carácter de centro urbano adquirido por este enclave hacia finales del siglo XIX, fue reforzado al incorporarse en las inmediaciones de dicho conjunto, en las primeras décadas del siglo XX, las construcciones del Capitolio Nacional y el Palacio Presidencial, sede de los poderes ejecutivo y legislativo de la república, complementando así su fisonomía con la presencia de edificios de uso político.
El periodo comprendido entre el comienzo del siglo XX y la década de 1950 va a constituir el momento de mayor esplendor del lugar. Fueron erigidos un grupo de edificaciones sobresalientes que contribuyeron a magnificar este espacio urbano, sujeto también a una serie de modificaciones a lo largo del tiempo que lo han convertido en una zona paradigmática de la arquitectura y el urbanismo capitalino.
La actividad comercial se desarrolló notablemente en ejes y calles de La Habana Vieja y Centro Habana, cuyo punto de confluencia y cruce fuese a constituir precisamente este nodo o centro de la ciudad.

### Terrenos
La historia particular de los terrenos hoy ocupados por el Capitolio de La Habana comienza cuando el lugar, ocupado por una ciénaga, fue dragado a principios del siglo XIX para su aprovechamiento urbano. Estando el terreno ocupado por un vertedero de basura ubicado junto a la muralla de tierra, se instaló allí un jardín botánico, el primero en la historia de la ciudad, fundado el 30 de mayo de 1817. Bajo el auspicio de la Sociedad Económica de Amigos del País, en 1834 éste se trasladó a los terrenos de los Molinos del Rey, actual Quinta de los Molinos, situados en las faldas de la loma de Arostegui, donde está emplazado el Castillo del Príncipe.
En este mismo año comenzó en el mismo emplazamiento la construcción de una estación para el ferrocarril que enlazaría La Habana con Güines. Se le dio el nombre de Estación de Villanueva, llamada así en memoria de Claudio Martínez de Pinillos, IV Conde de Villanueva, Intendente General de Haciendas y primer presidente del Consejo Directivo del Ferrocarril. En 1837 se inauguró el primer tramo a Bejucal y un año después llegó a Güines. En 1839 se concluyó dicha estación en los terrenos contiguos al Campo de Marte. En 1840 la línea ferroviaria alcanzaba ya la localidad de Cárdenas.
En 1910 se produjo un cambio de los terrenos ocupados por la Estación de Villanueva (que con los años se quedó insuficiente y desubicada) por otros pertenecientes al antiguo Arsenal de La Habana, con el fin de construir en ellas la nueva estación terminal de ferrocarril y a su vez erigir en dichos terrenos el Palacio Presidencial, ya que hasta estos momentos el presidente de la república se mantenía ocupando el edificio del Palacio de los Capitanes Generales en la Plaza de Armas.
Después de innumerables avatares, de inicios y paralizaciones que abarcaron un prolongado periodo de casi quince años, el lugar se había convertido en un gran caos en el que convivían los restos del edificio abandonado, con las estructuras de un parque de diversiones.

## Proyecto

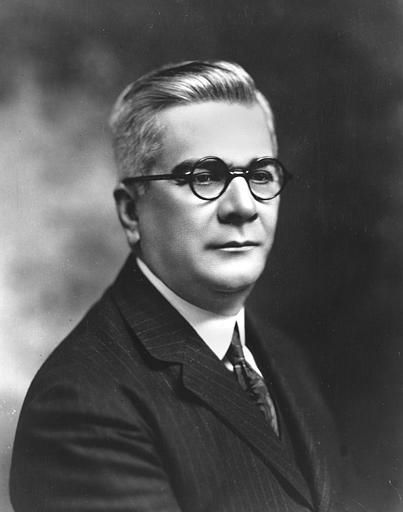
El general Gerardo Machado, artífice del proyecto del Capitolio de La Habana y acusado en su momento de acometer el proyecto en una época de gran inestabilidad económica.

En el año 1925 el General Gerardo Machado Morales asumió su primer periodo presidencial con el propósito de celebrar en La Habana en 1928 —año de culminación de su mandato— la Sexta Conferencia Internacional Panamericana, en un edificio por construir.
Carlos Miguel de Céspedes, su secretario de Obras Públicas, encargó a la firma de arquitectos Govantes y Cabarrocas el estudio del nuevo proyecto del Capitolio, a partir de unas bases ya sentadas, introduciendo las modificaciones que fueran necesarias.
Fue designada una comisión a cuyo frente se encontraba el arquitecto Raúl Otero, en la que participaron también los miembros del equipo francés que se encontraba en La Habana trabajando en un Plan Director para su reordenamiento urbano, que se encontraba dirigido por el urbanista y paisajista Jean-Claude Nicolas Forestier, y quienes se incorporaron también a los estudios del proyecto del Capitolio. Estos aportaron un conjunto de nuevas soluciones, en las que se hallan muchos de los elementos exteriores que hoy apreciamos en el edificio como la gran escalinata y las logias laterales de la fachada principal. La dirección del proyecto fue llevada a cabo por arquitectos cubanos: Otero fue designado Director Artístico de la obra, encargado de la documentación de planos y los detalles del proyecto, y Eugenio Raynieri Piedra fue nombrado Director técnico a cargo de la ejecución y el presupuesto. Con posterioridad, Raynieri asumiría también la parte artística del trabajo hasta su culminación.
Otro profesional a cuyo cargo estuvo el proyecto del Capitolio fue el arquitecto José M. Bens Arrate, quien también introdujo modificaciones muy importantes como la proyección exterior de los cuerpos laterales de los hemiciclos, la segunda línea de fachada de las logias y la silueta general de la cúpula. 
La compañía norteamericana Purdy & Henderson Company tuvo a su cargo la construcción del edificio.
Al proyecto del capitolio resulta imposible asignarle una autoría exclusiva; constituye en sí una obra que desde su inicio fue recibiendo a través de estudios sucesivos un minucioso trabajo de diseño particular de los detalles del proyecto, patente en los bocetos y dibujos originales, que constituyen verdaderas obras de arte en muchos casos, y cuya materialización dio lugar a la expresión y la imagen final del edificio.

## Contribuciones de Forestier

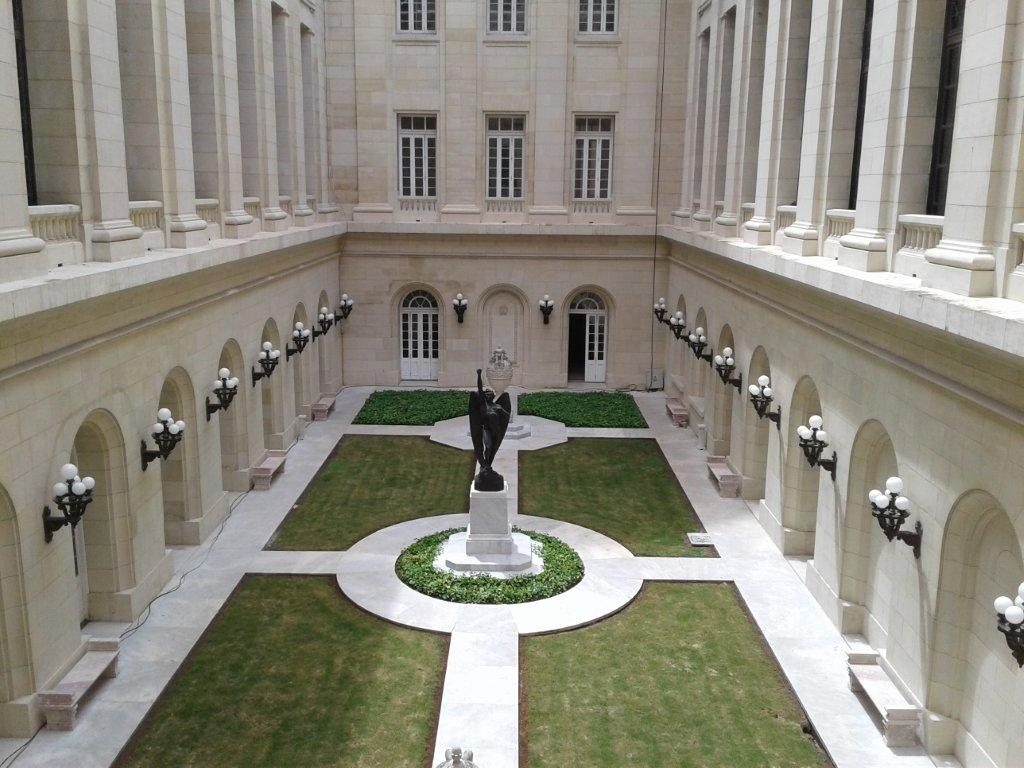
Estatua del Ángel Rebelde en uno de los jardines interiores. La influencia de las aportaciones de Forestier resultó un importante legado que marcó el posterior desarrollo urbanístico de la ciudad de La Habana.

Con el propósito de realizar un proyecto de organización urbana de la ciudad de La Habana, fueron contratados por el gobierno de Gerardo Machado, los servicios del destacado arquitecto, urbanista y paisajista francés Jean-Claude Nicolas Forestier, quien había realizado importantes trabajos anteriores en España, Marruecos y Portugal. Además de sus realizaciones en La Habana, entre 1925 y 1929, intervino en compañía de sus colaboradores más cercanos, Louis Heitzler y Théodore Leveau, para aportar sus experiencias y sugerencias en el enriquecimiento del proyecto del Capitolio y en particular a todo lo referente a los parques y jardines del entorno, que servían de marco paisajístico para el conjunto.
 El presidente Gerardo Machado concibió, con un gran delirio de grandeza, la ejecución de un ambicioso proyecto en cuyo centro de mira se hallaba la realización de un conjunto de obras de remodelación que perseguían el propósito de crear un impresionante marco monumental para la celebración en La Habana de la Conferencia Panamericana en 1928 y, de posible toma de posesión de su segundo mandato, que debía de ocurrir en 1929.
Este plan para remodelar La Habana contaba como motivo central al edificio del Capitolio, que albergaría las sedes del Congreso de Cuba, la Cámara de Representantes y el Senado de la República; y su ubicación en las áreas de transición entre La Habana Intramuros y todo el desarrollo posterior de los siglos XIX y XX, constituyó el reto a enfrentar por el equipo encargado de su realización.
Forestier, en su propuesta, respetó básicamente la estructura existente de la ciudad colonial, proyectando en su entorno inmediato un conjunto de espacios públicos y parques. Esta remodelación comenzó con los parques de la Plaza de la Fraternidad Americana, situado en los antiguos terrenos del Campo de Marte, los jardines del Capitolio, el Parque Central, la franja del Paseo del Prado, el conjunto de parques de la plaza del Palacio Presidencial y los de la Avenida del Puerto.

El proyecto para los jardines del Capitolio se concibió como un sistema de senderos floridos que se correspondían con los accesos de entradas de las diferentes fachadas del edificio, a la vez que conjugaban con las jerarquías de las vías que conformaban el trazado versallesco de su diseño. Estas sendas de terrazo integral en diferentes colores: blanco, gris y negro, emplean una composición con motivos decorativos de líneas y elementos geométricos que acentúan direccionales o destacan puntos o áreas determinadas.
El estudio de la vegetación, desarrollado a partir del dominio y el conocimiento del paisajismo y la jardinería que Forestier poseía, se encaminó a enmarcar la monumentalidad del edificio, compaginando la arquitectura del capitolio con especies como lantanas moradas, cannas rojas y amarillas, embelesos, y un conjunto de palmas reales situadas en los cuatro ángulos del edificio como culminación del tratamiento, un elemento típico de la vegetación tropical y símbolo de la nacionalidad cubana.

La influencia de las aportaciones de Forestier resultó un importante legado que marcó el posterior desarrollo urbanístico de la ciudad de La Habana.

## Características del edificio

### Estructura constructiva

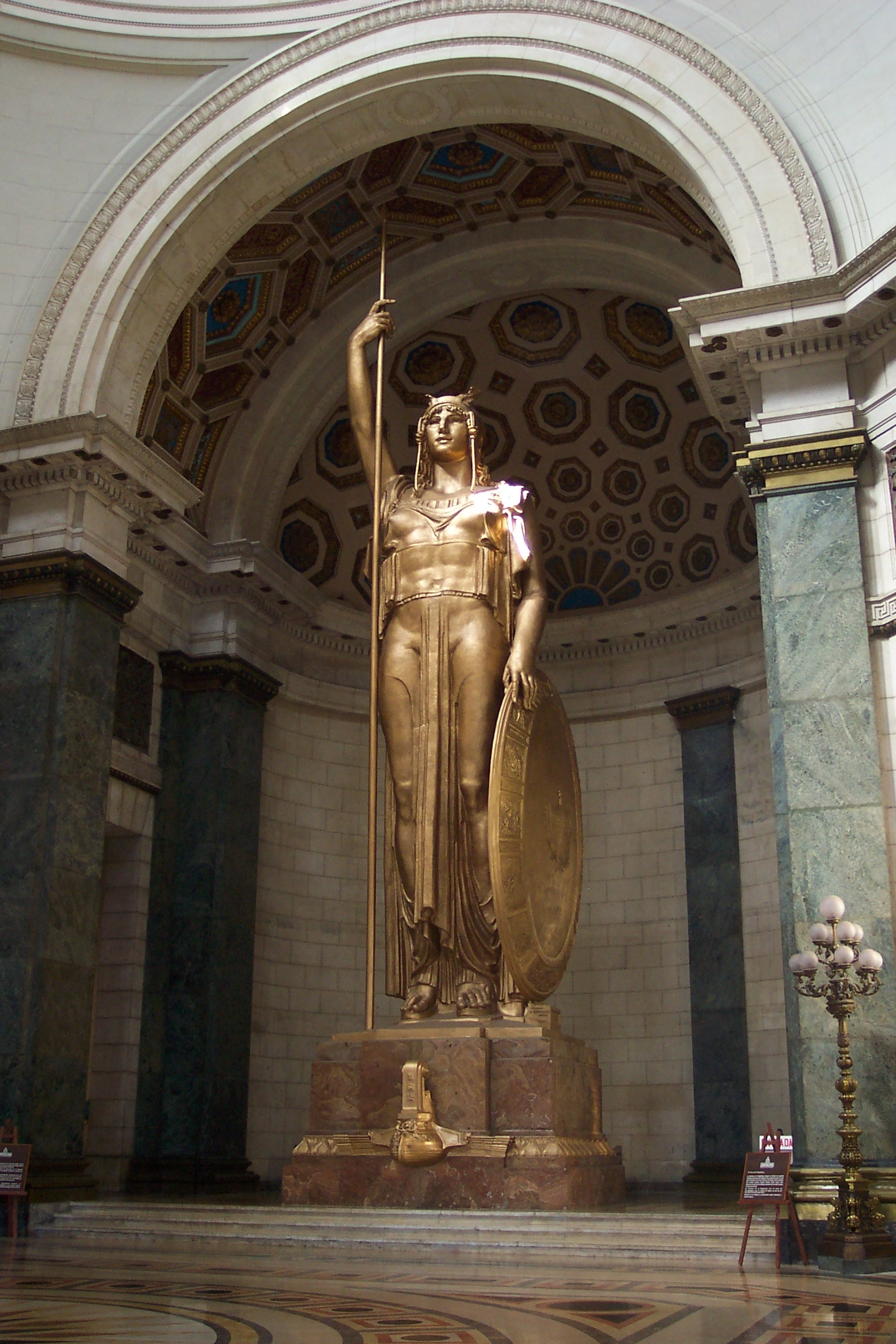
Estatua de La República del escultor italiano Angelo Zanelli.

La construcción ocupó un área total de 43.418 m², de los cuales 13.484 corresponden al inmueble, con un área circundante de jardines y parques de 26.391 m². El resto, 3.543, se dedicaron a la ampliación de las calles y en su entorno.
El inmueble se construyó a partir de una estructura metálica encargada a la compañía norteamericana Pudrí & Henderson, que ya había ejecutado con anterioridad numerosas obras de importantes edificios en la capital.
La longitud total de la construcción fue de 207,44 m y 91 m de ancho, y su composición arquitectónica y volumétrica se estructuró a partir de un cuerpo central compuesto por la escalinata monumental, de casi 36 m de ancho por 28 m de largo y un total de 56 peldaños interrumpidos por tres descansos intermedios. A ambos lados del desembarco de la gran escalera, se emplazan dos grupos escultóricos hechos en bronce por el artista italiano Angelo Zanelli, La Virtud Tutelar del Pueblo y El Trabajo, de 6,50 m de altura cada uno. 
El pórtico central, de 36 m de ancho y 16 de alto, es sostenido por 12 columnas jónicas de granito. En este espacio se ubican las tres puertas de los accesos principales al edificio, con 7,70 metros de alto y 2,35 de ancho, así como un conjunto de bajorrelieves de mármol realizados por el mismo artista italiano. La cúpula, de una altura de 92 m, fue en su momento la quinta más alta del mundo con un diámetro de 32 m. Cuenta con 16 nervios entre los que destacan los panales recubiertos con láminas de oro de 22 kilates. Remata la cúpula una linterna con 10 columnas jónicas en cuyo interior había hasta 1959 cinco reflectores giratorios que fueron retirados. En el interior de este espacio se materializa el simbolismo arquitectónico en la imponente escultura de La República, situada bajo el domo, obra también de Zanelli, hecha en bronce, con 15 m de altura y 30 T de peso, que en su momento fue también la segunda más grande del mundo bajo techo.
Este espacio constituye el nudo de articulación del gran Salón de los Pasos Perdidos, el más monumental de los espacios existentes en los edificios públicos del país, con casi 50 m de largo, 14,5 de ancho y casi 20 m de puntal; y que sirve de vínculo con los cuerpos laterales del edificio, de proporciones mucho más bajas, y en los que predomina la horizontalidad con respecto al bloque central. En ellos se albergaban la Cámara de Representantes (situada al norte) y el Senado (situado al sur), que son rematados en sus extremos por las formas curvas correspondientes a los hemiciclos para reuniones, lo que se refleja en la arquitectura exterior de las fachadas laterales.

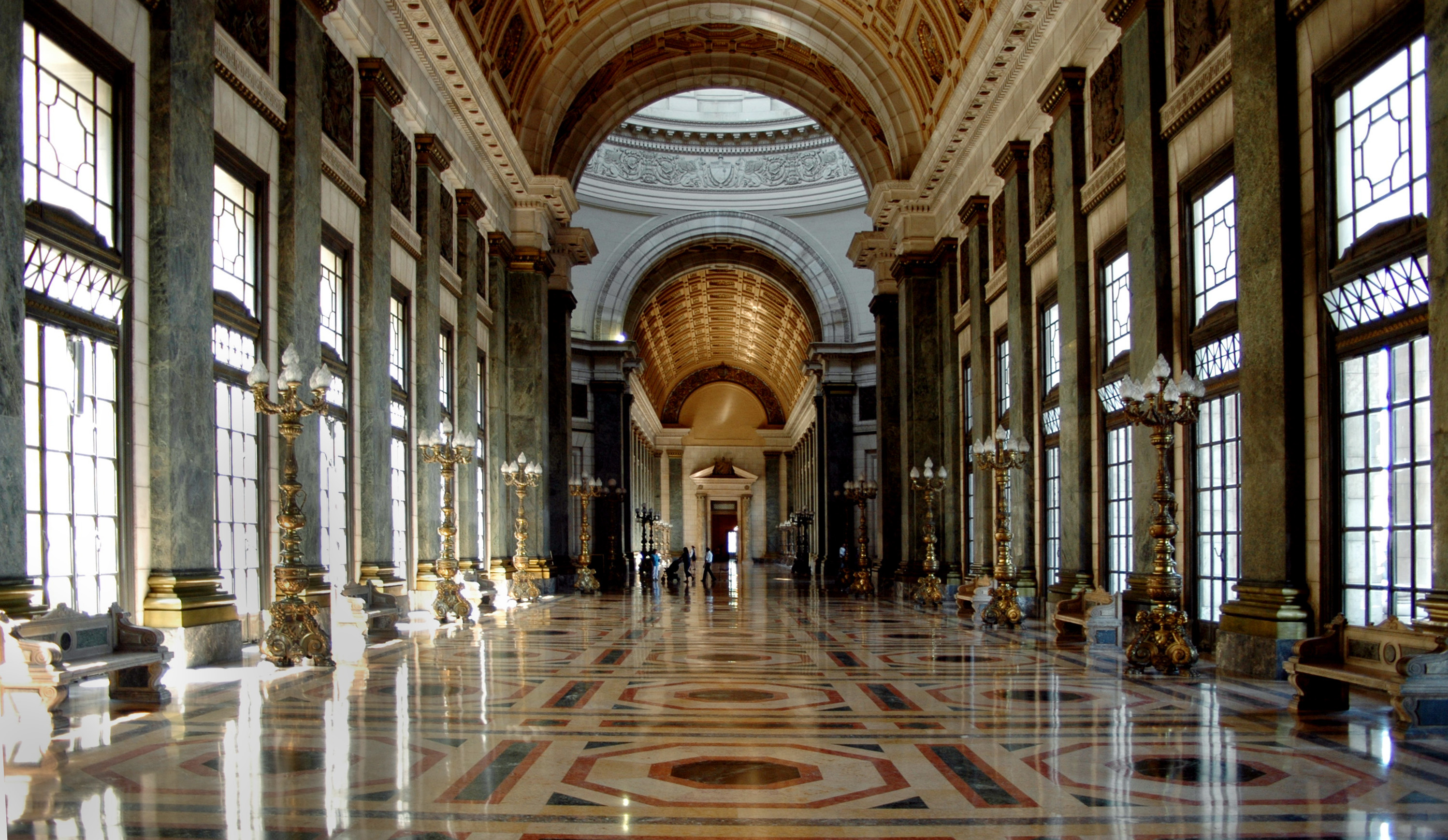
El Salón de los Pasos Perdidos, de estilo renacentista. (ala norte)

Estos dos bloques se organizan en una planta tradicional rectangular alrededor de dos patios centrales, cuyas dimensiones son de 45 por 15 metros cada uno. Estos resuelven eficazmente la ventilación e iluminación de los locales de los cuatro niveles con que cuentan estos bloques. El zócalo que rodea el basamento del edificio, la gran escalinata monumental principal, el pórtico central y las escalinatas secundarias están construidas en granito. En el resto del edificio se utilizó piedra de capellanía, tanto para las fachadas como en sus interiores.
Resulta notable la variedad y riqueza de los materiales empleados en esta construcción, como las 58 variedades de mármol nacionales y de otras partes del mundo empleados en los pavimentos y en los paneles escultóricos labrados, los herrajes de bronce de puertas y ventanas, la lamparería, apliques, candelabros, las pinturas murales que decoran los hemiciclos (más de veinticuatro), las decoraciones y molduras de fina ejecución de los falsos techos y paredes realizadas en yeso y estuco. También son destacables las maderas preciosas, particularmente la caoba, empleadas en la ejecución de puertas, ventanas, estrados, estantería y otros trabajos de talla y ebanistería; las rejas y otros elementos de función, los vitrales y lucernarios de vidrio emplomado, entre otros.
Un lugar poco conocido de este edificio es la "Tumba del Mambí Desconocido". Está ubicada en la parte baja de la escalinata principal; debajo y a ambos lados de ésta es posible apreciar dos arcos que conducen a un pasaje cubierto donde se encuentran las entradas a este recinto, que contiene un sarcófago rodeado por seis figuras de bronce que representan cada una las seis provincias de la república.
Atendiendo al volumen de su construcción, se estima que el Capitolio de La Habana es el tercero en importancia por su construcción monolítica en el mundo y el único de esas características construido en el siglo XX.

### Decoración y mobiliario
Los elementos decorativos y ambientación de los espacios del Capitolio constituyen un complemento destacado de las soluciones arquitectónicas del edificio. Los elementos componentes del mobiliario, la lamparería, y los herrajes de la carpintería entre otros, cuentan con diseños propios y con monogramas particulares para este edificio. La prestigiosa empresa Waring & Gilow Ltd. radicada en Londres y especializada en decoración y ornamentación tanto en interiores como exteriores fue la encargada de ejecutar toda la ambientación general del proyecto, y constituye uno de los aspectos más destacados de su interiorismo.
De modo particular se encargó a diferentes empresas el diseño y elaboración de elementos, como los herrajes de bronce a The Yale & Towne Mfg. Co. de Stanford, Connecticut; la Societe Anonime Bague y la Saunier Frisquet de París tuvieron a su cargo la lamparería; las casas Fratelli Remuzzi de Italia y Grasyma de Alemania todos los trabajos en mármol, basalto, pórfido, granito y onix, y los trabajos de herrería y fundición, como barandas, rejas, escaleras de caracol y faroles de los jardines fueron ejecutados por el establecimiento de los señores Guabeca y Ucelay cuyo taller se localizaba en Luyanó.
Además de esto debe añadirse la incorporación de una gran cantidad de obras artísticas consistentes en tallas de paneles escultóricos y bajorrelieves en piedras y mármol que se encuentran incorporados en las fachadas del edificio y en algunos espacios interiores, realizados notables artistas nacionales entre los que se encuentran Juan José Sicre, Alberto Sabas y Esteban Betancourt; e internacionales, como Drouker, Remuzzi, Casaubon, Fidele, Lozano y Struyf, entre otros.
Algo similar ocurre con las tallas de las grandes puertas monumentales que incorporan conjuntos y escenas diversas, y con las tribunas, estrados y mesas con elaborados trabajos de ebanistería y tallado.
También es destacable la presencia de pinturas murales y lienzos que decoran muchos ambientes particulares que incluyen obras de maestros como Leopoldo Romañach, Armando Menocal, Enrique García Cabrera y Manuel Vega entre otros.
Tapizados, cortinajes, lucernarios y vitrales, esculturas, bustos de mármol y bronce formaban parte de toda esta parafernalia decorativa que correspondía con el gusto y el momento en que fue concebido el edificio.

En uno de sus jardines interiores se encuentra una estatua dedicada a Mefistófeles o al Ángel Caído.

#### El diamante

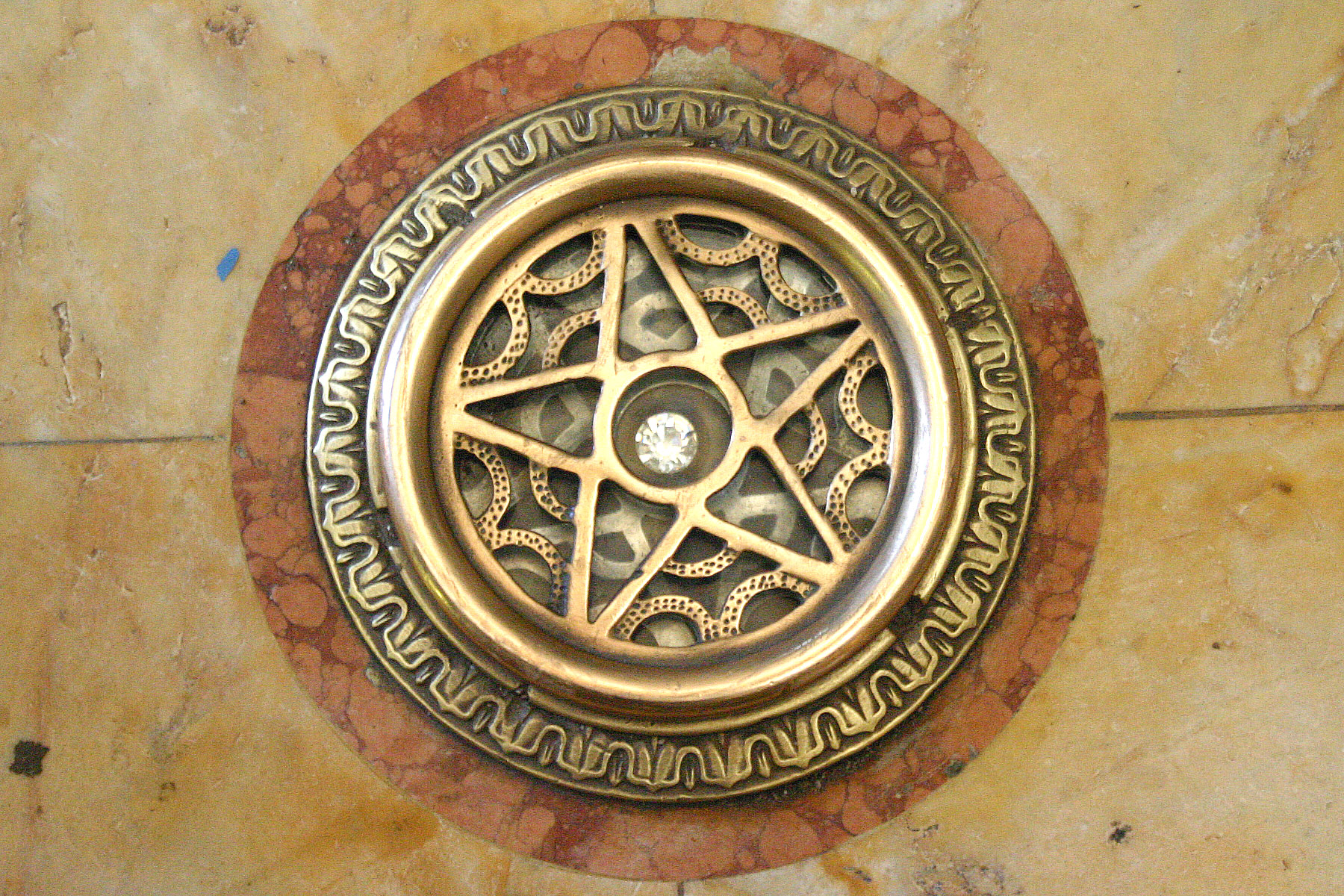
El diamante que marca el kilómetro 0 de la red de carreteras cubanas.

El otro ambicioso proyecto planteado, y que superaba el ámbito de La Habana, fue la construcción de la red de carreteras nacionales, cuyo kilómetro cero estaría marcado simbólicamente por un brillante diamante de 25 quilates colocado bajo la cúpula del Capitolio. El diamante perteneció al último zar de Rusia, Nicolás II, y había llegado a La Habana en manos de un joyero turco que lo adquirió en París.
A pesar de estar protegido por un sólido cristal tallado y considerado irrompible, el diamante fue robado el 25 de marzo de 1946 y recuperado el 2 de junio del año siguiente. Nunca se supo quien lo robó aunque la rumorología popular atribuyó el hecho a un teniente de la policía especial del Ministerio de Educación llamado Abelardo Fernández González.
En 1973 se sustituyó el diamante por una réplica por cuestiones de seguridad y se guardó en la caja de seguridad del Banco Central de Cuba.

## Símbolo de La Habana

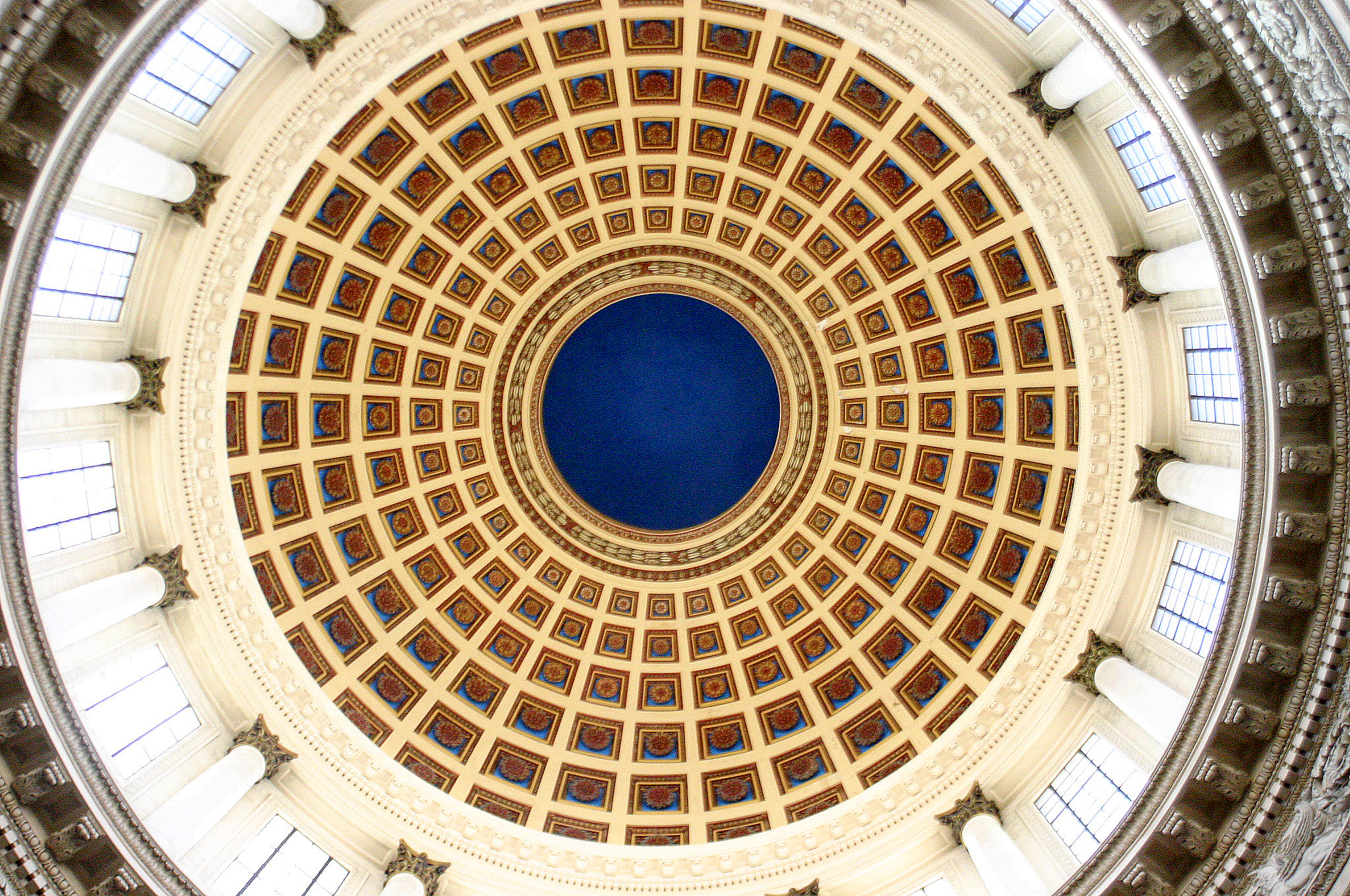
La colosal cúpula, vista desde el interior del edificio.

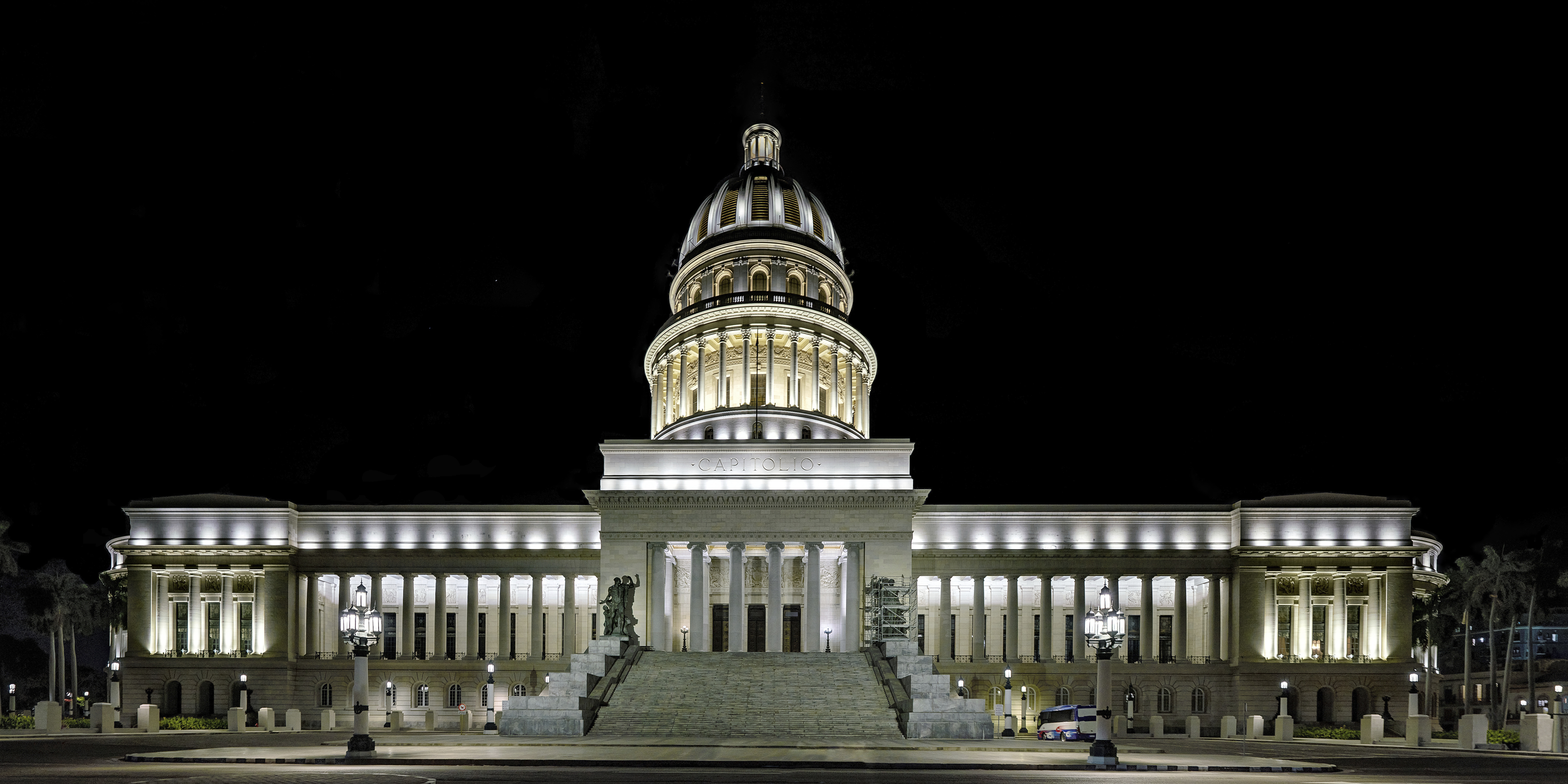
Vista nocturna.

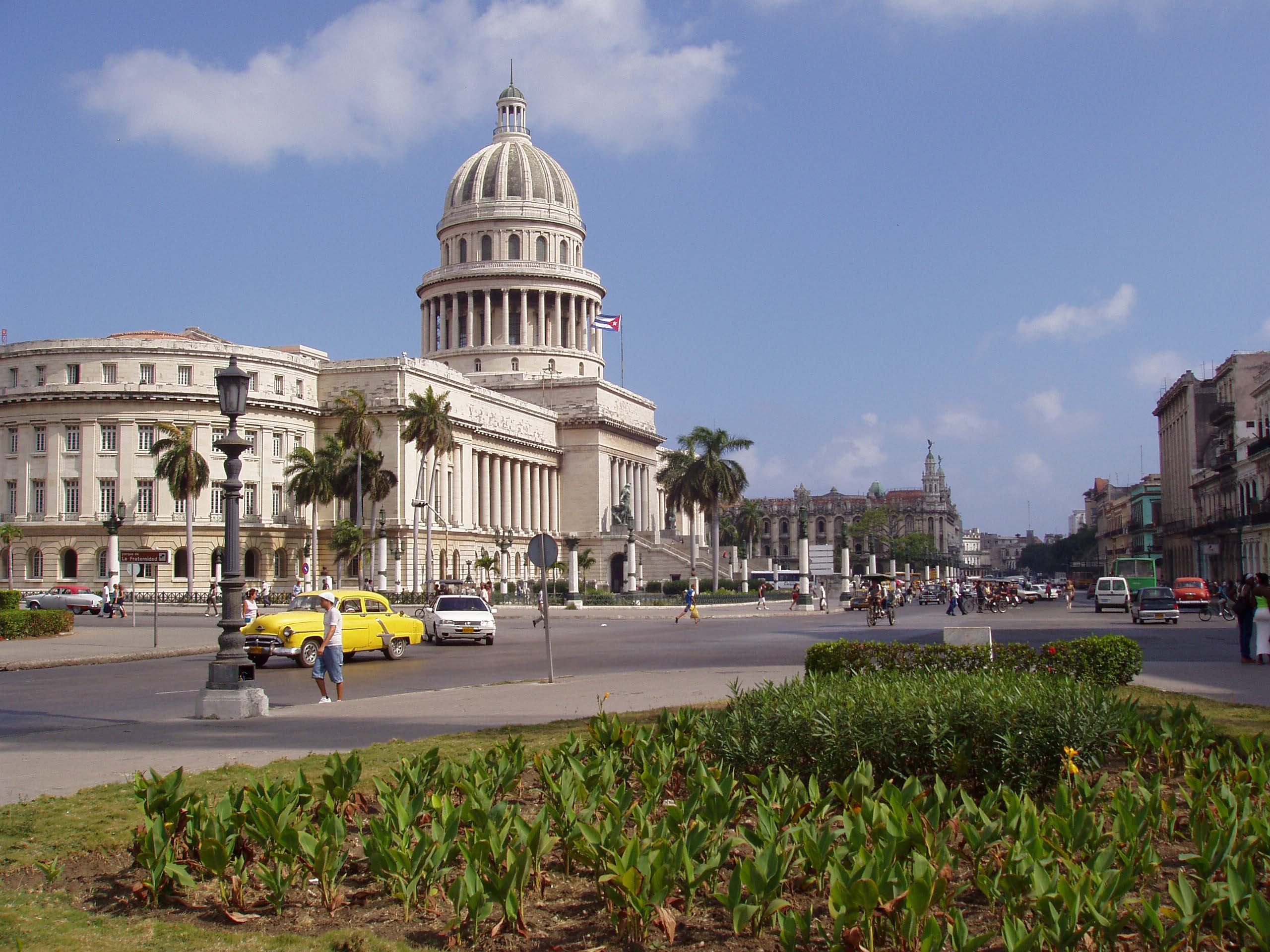
Vista desde el Parque de la Fraternidad Americana.

El Capitolio de La Habana fue inaugurado el 20 de mayo de 1929 (Día de la Independencia), con un costo total de casi diecisiete millones de pesos, lo que equivalía a la misma cantidad de dólares de la época. Su construcción se produjo en un periodo de gran recesión económica mundial, que provocaría al siguiente año la crisis conocida como el crack de 1929, por lo que el gobierno de Gerardo Machado fue acusado de permanecer ajeno a la realidad social que vivía el país.
Como cualquier edificio de estas características, su utilización varió en función de la situación política y social del país.
En el caso del Capitolio, al modificarse la organización política de Cuba y no ser requerido su uso con el fin con el que fue construido, además de la carga simbólica y significado que se le podía atribuir, el emplazamiento fue destinado a otras instituciones. El Capitolio de La Habana ocupa su lugar en la historia como sede de la Asamblea Constituyente que en 1940 promulgó la famosa Constitución de 1940. Más tarde, al triunfar la Revolución cubana de 1959, el nuevo gobierno revolucionario lo transformó en la sede de la Academia de Ciencias y del Ministerio de Ciencia, Tecnología y Medio Ambiente.
Con el paso de los años, las zonas más afectadas por los agentes climáticos han sido las zonas ajardinadas, que son las más deterioradas del conjunto. Sus jardines exteriores han sufrido cierto deterioro debido a la poca inversión estatal en las últimas décadas y a que es una zona altamente transitada. La estructura arquitectónica, debido a su sólida y resistente construcción, se mantiene en un buen estado de conservación, habiendo sido sometida en los últimos años a varios procesos de restauración para preservar su apariencia original.
Acorde con los nuevos tiempos, el edificio del Capitolio de La Habana sufrió un proceso de renovación con el fin de implementar su uso turístico y a menudo son programados encuentros, exposiciones, actos solemnes y actividades unidas a la difusión de la herencia histórica y arquitectónica del edificio.
El Capitolio Nacional de La Habana constituye uno de los símbolos más notables de la ciudad, equiparable al Castillo del Morro, la Catedral de La Habana y la imagen del perfil arquitectónico del Malecón habanero. Aparece nombrado por algunos expertos como uno de los seis palacios de mayor relevancia a nivel mundial.